# Monastria angulata
Monastria angulata är en kackerlacksart som beskrevs av Henri Saussure 1864. Monastria angulata ingår i släktet Monastria och familjen jättekackerlackor. Inga underarter finns listade i Catalogue of Life.